# Võ cổ truyền Việt Nam tại Đại hội Thể thao Bãi biển châu Á 2016
Võ cổ truyền Việt Nam (tiếng Anh: Vietnamese martial arts) tại Đại hội Thể thao Bãi biển châu Á 2016 diễn ra ở Đà Nẵng, Việt Nam từ ngày 29 tháng 9 đến ngày 2 tháng 10 năm 2016 tại công viên Biển Đông, Đà Nẵng, Việt Nam.

## Danh sách huy chương

### Nam
| Nội dung | Vàng                        | Bạc                           | Đồng                               |
| -------- | --------------------------- | ----------------------------- | ---------------------------------- |
| 50 kg    | Yaser Pormehr · Iran        | Đặng Trần Anh Tuấn · Việt Nam | Shrinay Gulab Jadhav · Ấn Độ       |
| 50 kg    | Yaser Pormehr · Iran        | Đặng Trần Anh Tuấn · Việt Nam | Detsada Pasansouk · Lào            |
| 55 kg    | Khavy Phommakhamthong · Lào | Huỳnh Hữu Đường · Việt Nam    | Firouz Mokhtari · Iran             |
| 55 kg    | Khavy Phommakhamthong · Lào | Huỳnh Hữu Đường · Việt Nam    | Shubham Sanjay Nakate · Ấn Độ      |
| 60 kg    | Khamla Soukaphone · Lào     | Hoàng Kỳ Anh · Việt Nam       | Sagvish Gulab Jadhav · Ấn Độ       |
| 60 kg    | Khamla Soukaphone · Lào     | Hoàng Kỳ Anh · Việt Nam       | Chhem Sila · Campuchia             |
| 65 kg    | Bùi Lê Tấn Vũ · Việt Nam    | Soy Phan Nich · Campuchia     | Ramit Bharat Waghole · Ấn Độ       |
| 65 kg    | Bùi Lê Tấn Vũ · Việt Nam    | Soy Phan Nich · Campuchia     | Noukhith Latsaphao · Lào           |
| 70 kg    | Nguyễn Minh Hiếu · Việt Nam | Hossein Yazdani · Iran        | Bouapha Vlasith · Lào              |
| 70 kg    | Nguyễn Minh Hiếu · Việt Nam | Hossein Yazdani · Iran        | Harshal Tanaji Garad · Ấn Độ       |
| Open     | Mohsen Gholami · Iran       | Trần Trung Hậu · Việt Nam     | Shreeyash Viaykumar Chavan · Ấn Độ |
| Open     | Mohsen Gholami · Iran       | Trần Trung Hậu · Việt Nam     | Kalanh Khotsombath · Lào           |

### Nữ
| Nội dung | Vàng                            | Bạc                              | Đồng                                |
| -------- | ------------------------------- | -------------------------------- | ----------------------------------- |
| 48 kg    | Nguyễn Thị Ái Vân · Việt Nam    | Khiev Chendaroth · Campuchia     | Aboli Ashru Phalke · Ấn Độ          |
| 48 kg    | Nguyễn Thị Ái Vân · Việt Nam    | Khiev Chendaroth · Campuchia     | Huỳnh Mai Ngân Thúy · Việt Nam      |
| 52 kg    | Shweta Ramdas More · Ấn Độ      | Nguyễn Thị Tuyết Dung · Việt Nam | Mimi Yoysaykham · Lào               |
| 52 kg    | Shweta Ramdas More · Ấn Độ      | Nguyễn Thị Tuyết Dung · Việt Nam | Sam Tharoth · Campuchia             |
| 56 kg    | Nguyễn Thị Tuyết Mai · Việt Nam | Phouthong Ehpriyanut · Campuchia | Bhagyashri Shankar Mahabale · Ấn Độ |
| 56 kg    | Nguyễn Thị Tuyết Mai · Việt Nam | Phouthong Ehpriyanut · Campuchia | Vilayphone Tawane · Lào             |
| 60 kg    | Try Sothavy · Campuchia         | Hồ Thị Hiền · Việt Nam           | Ngũ Thị Thuyết · Việt Nam           |
| 60 kg    | Try Sothavy · Campuchia         | Hồ Thị Hiền · Việt Nam           | None awarded                        |
| Open     | Võ Thị Phương Hiếu · Việt Nam   | Vy Srey Khouch · Campuchia       | Nguyễn Thị Hằng · Việt Nam          |
| Open     | Võ Thị Phương Hiếu · Việt Nam   | Vy Srey Khouch · Campuchia       | Khammai Lathsavong · Lào            |

## Bảng huy chương
| 1         | Việt Nam  | 5  | 6  | 3  | 14 |
| 2         | Iran      | 2  | 1  | 1  | 4  |
| 3         | Lào       | 2  | 0  | 7  | 9  |
| 4         | Campuchia | 1  | 4  | 2  | 7  |
| 5         | Ấn Độ     | 1  | 0  | 8  | 9  |
| Tổng cộng | Tổng cộng | 11 | 11 | 21 | 43 |

## Nội dung

### Nam

#### 50 kg
|  | Tứ kết 29 tháng 9        | Tứ kết 29 tháng 9        | Tứ kết 29 tháng 9 |  |  | Bán kết 30 tháng 9         | Bán kết 30 tháng 9       | Bán kết 30 tháng 9       |                          |    | Chung kết 2 tháng 10 | Chung kết 2 tháng 10 | Chung kết 2 tháng 10 |  |
|  |                          |                          |                   |  |  |                            |                          |                          |                          |    |                      |                      |                      |  |
|  |                          |                          |                   |  |  | Shrinay Gulab Jadhav (IND) |                          |                          |                          |    |                      |                      |                      |  |
|  |                          |                          |                   |  |  | Yaser Pormehr (IRI)        | Yaser Pormehr (IRI)      | KO                       |                          |    |                      |                      |                      |  |
|  |                          |                          |                   |  |  |                            |                          |                          |                          |    | Yaser Pormehr (IRI)  |                      |                      |  |
|  |                          |                          |                   |  |  |                            |                          | Đặng Trần Anh Tuấn (VIE) | Đặng Trần Anh Tuấn (VIE) | DQ |                      |                      |                      |  |
|  |                          |                          |                   |  |  | Detsada Pasansouk (LAO)    | Detsada Pasansouk (LAO)  | 0                        |                          |    |                      |                      |                      |  |
|  | Đặng Trần Anh Tuấn (VIE) | Đặng Trần Anh Tuấn (VIE) | KO                |  |  | Đặng Trần Anh Tuấn (VIE)   | Đặng Trần Anh Tuấn (VIE) | 2                        |                          |    |                      |                      |                      |  |
|  | Nguyễn Thanh Khiết (VIE) |                          |                   |  |  |                            |                          |                          |                          |    |                      |                      |                      |  |

#### 55 kg
|  | Tứ kết 29 tháng 9     | Tứ kết 29 tháng 9     | Tứ kết 29 tháng 9 |  |  | Bán kết 1 tháng 10          | Bán kết 1 tháng 10          | Bán kết 1 tháng 10    |  |  | Chung kết 2 tháng 10        | Chung kết 2 tháng 10        | Chung kết 2 tháng 10 |  |
|  |                       |                       |                   |  |  |                             |                             |                       |  |  |                             |                             |                      |  |
|  |                       |                       |                   |  |  | Firouz Mokhtari (IRI)       | Firouz Mokhtari (IRI)       | 0                     |  |  |                             |                             |                      |  |
|  |                       |                       |                   |  |  | Khavy Phommakhamthong (LAO) | Khavy Phommakhamthong (LAO) | 2                     |  |  |                             |                             |                      |  |
|  |                       |                       |                   |  |  |                             |                             |                       |  |  | Khavy Phommakhamthong (LAO) | Khavy Phommakhamthong (LAO) | KO                   |  |
|  |                       |                       |                   |  |  |                             |                             | Huỳnh Hữu Đường (VIE) |  |  |                             |                             |                      |  |
|  |                       |                       |                   |  |  | Shubham Sanjay Nakate (IND) | Shubham Sanjay Nakate (IND) | 0                     |  |  |                             |                             |                      |  |
|  | Phan Vũ Danh (VIE)    | Phan Vũ Danh (VIE)    | 1                 |  |  | Huỳnh Hữu Đường (VIE)       | Huỳnh Hữu Đường (VIE)       | 2                     |  |  |                             |                             |                      |  |
|  | Huỳnh Hữu Đường (VIE) | Huỳnh Hữu Đường (VIE) | 2                 |  |  |                             |                             |                       |  |  |                             |                             |                      |  |

#### 60 kg
|  | Tứ kết 29 tháng 9       | Tứ kết 29 tháng 9       | Tứ kết 29 tháng 9 |  |  | Bán kết 30 tháng 9         | Bán kết 30 tháng 9      | Bán kết 30 tháng 9 |                    |   | Chung kết 2 tháng 10    | Chung kết 2 tháng 10    | Chung kết 2 tháng 10 |  |
|  |                         |                         |                   |  |  |                            |                         |                    |                    |   |                         |                         |                      |  |
|  |                         |                         |                   |  |  | Sagvish Gulab Jadhav (IND) |                         |                    |                    |   |                         |                         |                      |  |
|  | Mohammad Salehi (IRI)   | Mohammad Salehi (IRI)   | 0                 |  |  | Khamla Soukaphone (LAO)    | Khamla Soukaphone (LAO) | RSC                |                    |   |                         |                         |                      |  |
|  | Khamla Soukaphone (LAO) | Khamla Soukaphone (LAO) | 2                 |  |  |                            |                         |                    |                    |   | Khamla Soukaphone (LAO) | Khamla Soukaphone (LAO) | 2                    |  |
|  |                         |                         |                   |  |  |                            |                         | Hoàng Kỳ Anh (VIE) | Hoàng Kỳ Anh (VIE) | 0 |                         |                         |                      |  |
|  |                         |                         |                   |  |  | Chhem Sila (CAM)           | Chhem Sila (CAM)        | 0                  |                    |   |                         |                         |                      |  |
|  | Hoàng Kỳ Anh (VIE)      | Hoàng Kỳ Anh (VIE)      | 2                 |  |  | Hoàng Kỳ Anh (VIE)         | Hoàng Kỳ Anh (VIE)      | 2                  |                    |   |                         |                         |                      |  |
|  | Nguyễn Hợp Hải (VIE)    | Nguyễn Hợp Hải (VIE)    | 1                 |  |  |                            |                         |                    |                    |   |                         |                         |                      |  |

#### 65 kg
|  | Tứ kết 29 tháng 9          | Tứ kết 29 tháng 9          | Tứ kết 29 tháng 9 |  |  | Bán kết 30 tháng 9         | Bán kết 30 tháng 9         | Bán kết 30 tháng 9  |                     |   | Chung kết 2 tháng 10 | Chung kết 2 tháng 10 | Chung kết 2 tháng 10 |  |
|  |                            |                            |                   |  |  |                            |                            |                     |                     |   |                      |                      |                      |  |
|  |                            |                            |                   |  |  | Soy Phan Nich (CAM)        | Soy Phan Nich (CAM)        | RSC                 |                     |   |                      |                      |                      |  |
|  | Ramit Bharat Waghole (IND) | Ramit Bharat Waghole (IND) | RSC               |  |  | Ramit Bharat Waghole (IND) | Ramit Bharat Waghole (IND) |                     |                     |   |                      |                      |                      |  |
|  | Rajesh Baban Kamble (IND)  | Rajesh Baban Kamble (IND)  |                   |  |  |                            |                            |                     |                     |   | Soy Phan Nich (CAM)  | Soy Phan Nich (CAM)  | 0                    |  |
|  | Bùi Lê Tấn Vũ (VIE)        | Bùi Lê Tấn Vũ (VIE)        | KO                |  |  |                            |                            | Bùi Lê Tấn Vũ (VIE) | Bùi Lê Tấn Vũ (VIE) | 2 |                      |                      |                      |  |
|  | Nguyễn Văn Thắng (VIE)     | Nguyễn Văn Thắng (VIE)     |                   |  |  | Bùi Lê Tấn Vũ (VIE)        | Bùi Lê Tấn Vũ (VIE)        | 2                   |                     |   |                      |                      |                      |  |
|  | Noukhith Latsaphao (LAO)   | Noukhith Latsaphao (LAO)   | 2                 |  |  | Noukhith Latsaphao (LAO)   | Noukhith Latsaphao (LAO)   | 0                   |                     |   |                      |                      |                      |  |
|  | Ali Aghajari (IRI)         | Ali Aghajari (IRI)         | 0                 |  |  |                            |                            |                     |                     |   |                      |                      |                      |  |

#### 70 kg
|  | Tứ kết 29 tháng 9      | Tứ kết 29 tháng 9      | Tứ kết 29 tháng 9 |  |  | Bán kết 1 tháng 10         | Bán kết 1 tháng 10     | Bán kết 1 tháng 10    |                       |   | Chung kết 2 tháng 10   | Chung kết 2 tháng 10   | Chung kết 2 tháng 10 |  |
|  |                        |                        |                   |  |  |                            |                        |                       |                       |   |                        |                        |                      |  |
|  |                        |                        |                   |  |  | Bouapha Vlasith (LAO)      | Bouapha Vlasith (LAO)  | 1                     |                       |   |                        |                        |                      |  |
|  | Nguyễn Minh Hiếu (VIE) | Nguyễn Minh Hiếu (VIE) | KO                |  |  | Nguyễn Minh Hiếu (VIE)     | Nguyễn Minh Hiếu (VIE) | 2                     |                       |   |                        |                        |                      |  |
|  | Huỳnh Văn Cường (VIE)  | Huỳnh Văn Cường (VIE)  |                   |  |  |                            |                        |                       |                       |   | Nguyễn Minh Hiếu (VIE) | Nguyễn Minh Hiếu (VIE) | 2                    |  |
|  |                        |                        |                   |  |  |                            |                        | Hossein Yazdani (IRI) | Hossein Yazdani (IRI) | 1 |                        |                        |                      |  |
|  |                        |                        |                   |  |  | Harshal Tanaji Garad (IND) |                        |                       |                       |   |                        |                        |                      |  |
|  | Hossein Yazdani (IRI)  | Hossein Yazdani (IRI)  | 2                 |  |  | Hossein Yazdani (IRI)      | Hossein Yazdani (IRI)  | RSC                   |                       |   |                        |                        |                      |  |
|  | Oeun Rasmey (CAM)      | Oeun Rasmey (CAM)      | 0                 |  |  |                            |                        |                       |                       |   |                        |                        |                      |  |

#### Open
|  | Tứ kết 29 tháng 9    | Tứ kết 29 tháng 9    | Tứ kết 29 tháng 9 |  |  | Bán kết 1 tháng 10               | Bán kết 1 tháng 10   | Bán kết 1 tháng 10   |  |  | Chung kết 2 tháng 10 | Chung kết 2 tháng 10 | Chung kết 2 tháng 10 |  |
|  |                      |                      |                   |  |  |                                  |                      |                      |  |  |                      |                      |                      |  |
|  |                      |                      |                   |  |  | Shreeyash Viaykumar Chavan (IND) |                      |                      |  |  |                      |                      |                      |  |
|  | Has Chantheon (CAM)  | Has Chantheon (CAM)  | 0                 |  |  | Mohsen Gholami (IRI)             | Mohsen Gholami (IRI) | RSC                  |  |  |                      |                      |                      |  |
|  | Mohsen Gholami (IRI) | Mohsen Gholami (IRI) | 2                 |  |  |                                  |                      |                      |  |  | Mohsen Gholami (IRI) | Mohsen Gholami (IRI) | KO                   |  |
|  |                      |                      |                   |  |  |                                  |                      | Trần Trung Hậu (VIE) |  |  |                      |                      |                      |  |
|  |                      |                      |                   |  |  | Kalanh Khotsombath (LAO)         |                      |                      |  |  |                      |                      |                      |  |
|  | Lương Bá Tá (VIE)    | Lương Bá Tá (VIE)    |                   |  |  | Trần Trung Hậu (VIE)             | Trần Trung Hậu (VIE) | KO                   |  |  |                      |                      |                      |  |
|  | Trần Trung Hậu (VIE) | Trần Trung Hậu (VIE) | KO                |  |  |                                  |                      |                      |  |  |                      |                      |                      |  |

### Nữ

#### 48 kg
|  | Bán kết 30 tháng 9        | Bán kết 30 tháng 9       | Bán kết 30 tháng 9 |  |  | Chung kết 2 tháng 10    | Chung kết 2 tháng 10    | Chung kết 2 tháng 10 |  |
|  |                           |                          |                    |  |  |                         |                         |                      |  |
|  | Khiev Chendaroth (CAM)    | Khiev Chendaroth (CAM)   | RSC                |  |  |                         |                         |                      |  |
|  | Aboli Ashru Phalke (IND)  | Aboli Ashru Phalke (IND) |                    |  |  | Khiev Chendaroth (CAM)  | Khiev Chendaroth (CAM)  | 0                    |  |
|  | Nguyễn Thị Ái Vân (VIE)   | Nguyễn Thị Ái Vân (VIE)  | RSC                |  |  | Nguyễn Thị Ái Vân (VIE) | Nguyễn Thị Ái Vân (VIE) | 2                    |  |
|  | Huỳnh Mai Ngân Thúy (VIE) |                          |                    |  |  |                         |                         |                      |  |

#### 52 kg
|  | Tứ kết 29 tháng 9           | Tứ kết 29 tháng 9           | Tứ kết 29 tháng 9 |  |  | Bán kết 30 tháng 9          | Bán kết 30 tháng 9          | Bán kết 30 tháng 9          |                             |    | Chung kết 2 tháng 10     | Chung kết 2 tháng 10 | Chung kết 2 tháng 10 |  |
|  |                             |                             |                   |  |  |                             |                             |                             |                             |    |                          |                      |                      |  |
|  |                             |                             |                   |  |  | Shweta Ramdas More (IND)    | Shweta Ramdas More (IND)    | RSC                         |                             |    |                          |                      |                      |  |
|  |                             |                             |                   |  |  | Mimi Yoysaykham (LAO)       |                             |                             |                             |    |                          |                      |                      |  |
|  |                             |                             |                   |  |  |                             |                             |                             |                             |    | Shweta Ramdas More (IND) |                      |                      |  |
|  |                             |                             |                   |  |  |                             |                             | Nguyễn Thị Tuyết Dung (VIE) | Nguyễn Thị Tuyết Dung (VIE) | DQ |                          |                      |                      |  |
|  |                             |                             |                   |  |  | Sam Tharoth (CAM)           | Sam Tharoth (CAM)           | 0                           |                             |    |                          |                      |                      |  |
|  | Nguyễn Thị Tuyết Dung (VIE) | Nguyễn Thị Tuyết Dung (VIE) | 2                 |  |  | Nguyễn Thị Tuyết Dung (VIE) | Nguyễn Thị Tuyết Dung (VIE) | 2                           |                             |    |                          |                      |                      |  |
|  | Phạm Thị Tha (VIE)          | Phạm Thị Tha (VIE)          | 0                 |  |  |                             |                             |                             |                             |    |                          |                      |                      |  |

#### 56 kg
|  | Tứ kết 29 tháng 9          | Tứ kết 29 tháng 9          | Tứ kết 29 tháng 9 |  |  | Bán kết 1 tháng 10                | Bán kết 1 tháng 10          | Bán kết 1 tháng 10          |                             |   | Chung kết 2 tháng 10       | Chung kết 2 tháng 10       | Chung kết 2 tháng 10 |  |
|  |                            |                            |                   |  |  |                                   |                             |                             |                             |   |                            |                            |                      |  |
|  |                            |                            |                   |  |  | Phouthong Ehpriyanut (CAM)        | Phouthong Ehpriyanut (CAM)  | RSC                         |                             |   |                            |                            |                      |  |
|  |                            |                            |                   |  |  | Bhagyashri Shankar Mahabale (IND) |                             |                             |                             |   |                            |                            |                      |  |
|  |                            |                            |                   |  |  |                                   |                             |                             |                             |   | Phouthong Ehpriyanut (CAM) | Phouthong Ehpriyanut (CAM) | 0                    |  |
|  |                            |                            |                   |  |  |                                   |                             | Nguyễn Thị Tuyết Dung (VIE) | Nguyễn Thị Tuyết Dung (VIE) | 2 |                            |                            |                      |  |
|  |                            |                            |                   |  |  | Vilayphone Tawane (LAO)           | Vilayphone Tawane (LAO)     | 0                           |                             |   |                            |                            |                      |  |
|  | Thạch Kim Duyên (VIE)      | Thạch Kim Duyên (VIE)      | 0                 |  |  | Nguyễn Thị Tuyết Dung (VIE)       | Nguyễn Thị Tuyết Dung (VIE) | 2                           |                             |   |                            |                            |                      |  |
|  | Nguyễn Thị Tuyết Mai (VIE) | Nguyễn Thị Tuyết Mai (VIE) | 2                 |  |  |                                   |                             |                             |                             |   |                            |                            |                      |  |

#### 60 kg
|  | Bán kết 30 tháng 9   | Bán kết 30 tháng 9   | Bán kết 30 tháng 9 |  |  | Chung kết 2 tháng 10 | Chung kết 2 tháng 10 | Chung kết 2 tháng 10 |  |
|  |                      |                      |                    |  |  |                      |                      |                      |  |
|  |                      |                      |                    |  |  | Try Sothavy (CAM)    | Try Sothavy (CAM)    | KO                   |  |
|  | Ngũ Thị Thuyết (VIE) | Ngũ Thị Thuyết (VIE) | 0                  |  |  | Hồ Thị Hiền (VIE)    | Hồ Thị Hiền (VIE)    |                      |  |
|  | Hồ Thị Hiền (VIE)    | Hồ Thị Hiền (VIE)    | 2                  |  |  |                      |                      |                      |  |

#### Open
|  | Tứ kết 29 tháng 9            | Tứ kết 29 tháng 9        | Tứ kết 29 tháng 9 |  |  | Bán kết 1 tháng 10       | Bán kết 1 tháng 10       | Bán kết 1 tháng 10   |                      |   | Chung kết 2 tháng 10     | Chung kết 2 tháng 10     | Chung kết 2 tháng 10 |  |
|  |                              |                          |                   |  |  |                          |                          |                      |                      |   |                          |                          |                      |  |
|  |                              |                          |                   |  |  | Võ Thị Phương Hiếu (VIE) | Võ Thị Phương Hiếu (VIE) | 2                    |                      |   |                          |                          |                      |  |
|  |                              |                          |                   |  |  | Nguyễn Thị Hằng (VIE)    | Nguyễn Thị Hằng (VIE)    | 0                    |                      |   |                          |                          |                      |  |
|  |                              |                          |                   |  |  |                          |                          |                      |                      |   | Võ Thị Phương Hiếu (VIE) | Võ Thị Phương Hiếu (VIE) | 2                    |  |
|  |                              |                          |                   |  |  |                          |                          | Vy Srey Khouch (CAM) | Vy Srey Khouch (CAM) | 0 |                          |                          |                      |  |
|  |                              |                          |                   |  |  | Vy Srey Khouch (CAM)     | Vy Srey Khouch (CAM)     | 2                    |                      |   |                          |                          |                      |  |
|  | Khammai Lathsavong (LAO)     | Khammai Lathsavong (LAO) | KO                |  |  | Khammai Lathsavong (LAO) | Khammai Lathsavong (LAO) | 0                    |                      |   |                          |                          |                      |  |
|  | Douangchay Thalengliep (LAO) |                          |                   |  |  |                          |                          |                      |                      |   |                          |                          |                      |  |